# Csorna vasútállomás
Csorna vasútállomás egy Győr-Moson-Sopron vármegyei vasútállomás, Csorna településen, a GYSEV üzemeltetésében. A város belterületének déli részén helyezkedik el, a 86-os főút vasúti keresztezésétől keletre, közvetlen közúti elérését a 84 308-as számú mellékút biztosítja.

## Vasútvonalak
Az állomást az alábbi vasútvonalak érintik:
- Győr–Sopron-vasútvonal
- Hegyeshalom–Porpác-vasútvonal
- Pápa–Csorna-vasútvonal

## Szomszédos állomások
A vasútállomás szomszédos állomásai a következők:
- Kóny vasútállomás (Győr vasútállomás, Győr–Sopron-vasútvonal)
- Farád megállóhely (Sopron vasútállomás, Győr–Sopron-vasútvonal)
- Rábapordány megállóhely (Pápa vasútállomás, Pápa–Csorna-vasútvonal)
- Szil-Sopronnémeti vasútállomás (Szombathely vasútállomás, Hegyeshalom–Porpác-vasútvonal)
- Bősárkány vasútállomás (Hegyeshalom vasútállomás, Hegyeshalom–Porpác-vasútvonal)

## Története
Ezen az állomáson volt tolatómozdony a XX. század első felében az országba került néhány Breuer lokomotor egyike.
A váróteremben 04-24 órában elérhető automata külső defibrilltor (AED) a személypénztárral szemközti falon.

## Forgalom
Az állomás nyolc vonatfogadó vágánnyal rendelkezik, amelyek a következők: 2., 3., 4a, 5., 6., 7., 8., 9.
Magasított, a sínkoronától mért 33 cm magas utasperon a 2., 3., 4a, 4b, 5. vágányok mellett található.
Az 1a és 1b vágányok rakodó csonkavágányok, utasforgalmat nem bonyolítanak le. A váróteremből kilépve a 2. vágányt találjuk. A többi peronos vágány aluljárón keresztül közelíthető meg. A 3. vágány az átmenő fővágány, azaz amelyikre a vonat Győr és Sopron felől is váltóállítás nélkül járhatnak be.
A 4b vágány csak vonatindító vágány, a hajnali Szombathely felé közlekedő személyvonatot indítják innét.

### Általános felállítási rend
| Vágány | Viszonylat | Megjegyzés                                                                         |
| ------ | --- | ---------------------------------------------------------------------------------- |
| 2.     | (Rajka–)Hegyeshalom–Szombathely (és vissza) viszonylatú személyvonatok | Az állomás kezdőponti végén a vágány folytatása megy Hegyeshalom felé              |
| 3.     | Győr–Sopron (és vissza) személyvonatok, Budapest-Keleti–Sopron, és Budapest-Keleti–Szombathely(–Szentgotthárd–Graz) viszonylatú InterCity vonatok                                                                                     | A vágány az állomás kezdőponti végén Győr, végponti végén Sopron felé folytatódik. |
| 4a     | Pápa–Csorna (és vissza) viszonylatú személyvonatok | A kezdőponti végen a pápai vonal a folytatása                                      |
| 4b     | Csorna–Szombathely viszonylatú személyvonatok (ritkán) |                                                                                    |
| 5.     | Győr–Sopron (és vissza) viszonylatú személyvonatok, (Rajka–)Hegyeshalom–Szombathely (és vissza) viszonylatú személyvonatok, (Graz–Szentgotthárd)–Szombathely–Budapest-Keleti, és Sopron–Budapest-Keleti viszonylatú InterCity vonatok | Végponti folytatása vezet Porpác-Szombathely felé.                                 |

### Az állomást érintő járatok
| Járat                      | Útvonal | Gyakoriság                                       |
| -------------------------- | --- | ------------------------------------------------ |
| személyvonat               | Győr – Ikrény – Rábapatona – Enese – Kóny – Csorna – Farád – Rábatamási – Szárföld – Veszkény – Kapuvár – Vitnyéd-Csermajor – Petőháza – Fertőszentmiklós (– Pinnye – Fertőboz) – Sopron | 1-2 óránként                                     |
| személyvonat               | Csorna – Rábapordány – Egyed-Rábacsanak – Szany-Rábaszentandrás – Rábahíd – Marcaltő – Nemesgörzsöny – Pápa | Napi 2-3 pár                                     |
| személyvonat               | Csorna – Rábapordány – Egyed-Rábacsanak – Szany-Rábaszentandrás | Napi 2 pár                                       |
| személyvonat               | Csorna – Bősárkány – Hanságliget – Jánossomorja – Mosonszolnok – Hegyeshalom – Bezenye – Rajka | Napi 2 pár                                       |
| személyvonat               | Zalaegerszeg → Zalaszentiván → Zalaszentlőrinc → Egervár-Vasboldogasszony → Győrvár → Pácsony → Vasvár → Püspökmolnári → Szentléránt → Sorkifalud → Gyöngyöshermán → Szombathely → Répcelak → Csorna → Győr | Szeptember 5-étől vasárnap 1 Győr felé           |
| személyvonat               | Szombathely – Vép – Porpác – Ölbő-Alsószeleste – Pósfa – Hegyfalu – Vasegerszeg – Vámoscsalád – Répcelak – Csánig (– Dénesfa) – Beled – Vica (– Páli-Vadosfa) – Magyarkeresztúr-Zsebeháza – Szil-Sopronnémeti – Csorna | Kb. 2-4 óránként                                 |
| személyvonat               | Szombathely → Hegyfalu → Répcelak → Csánig → Beled → Vica → Magyarkeresztúr-Zsebeháza → Szil-Sopronnémeti → Csorna | Munkanapokon 1 Csorna felé                       |
| személyvonat               | Szombathely – Vép – Porpác – Ölbő-Alsószeleste – Pósfa – Hegyfalu – Vasegerszeg – Vámoscsalád – Répcelak – Csánig (← Dénesfa) – Beled – Vica (← Páli-Vadosfa) – Magyarkeresztúr-Zsebeháza – Szil-Sopronnémeti – Csorna – Bősárkány – Hanságliget – Jánossomorja – Mosonszolnok – Hegyeshalom | Napi 1 Hegyeshalom felé, napi 4 Szombathely felé |
| személyvonat               | Csorna – Bősárkány – Hanságliget – Jánossomorja – Mosonszolnok – Hegyeshalom | Napi 5 Hegyeshalom felé, napi 2 Csorna felé      |
| Scarbantia InterCity       | Budapest-Keleti – Budapest-Kelenföld – Tatabánya – Tata – Komárom – Győr – Csorna – Kapuvár – Fertőszentmiklós – Sopron | 2 óránként                                       |
| Savaria InterCity          | Budapest-Keleti – Budapest-Kelenföld – Tatabánya – Tata – Komárom – Győr – Csorna – Répcelak – Szombathely (– napi 1 pár tovább Szentgotthárd felé) | 2 óránként                                       |
| Mura nemzetközi InterCity  | Budapest-Keleti – Budapest-Kelenföld – Tatabánya – Tata – Komárom – Győr – Csorna – Répcelak – Szombathely – Szombathely-Szőlős – Ják-Balogunyom – Egyházasrádóc – Körmend – Horvátnádalja – Csákánydoroszló – Rátót – Alsórönök – Haris – Szentgotthárd – Jennersdorf (Gyanafalva) (← Hohenbrugg a. d. Raab) – Fehring (← Lödersdorf) – Feldbach (← Gniebing ← Rohr/Raab ← Studenzen-Fladnitz ← Takern-St. Margarethen) – Gleisdorf (← Laßnitzthal ← Laßnitzhöhe ← Hart bei Graz ← Raaba ← Graz Liebenau-Murpark) – Graz Ostbahnhof (← Graz Don Bosco) – Graz Hauptbahnhof | Napi 1 pár                                       |
| Dráva nemzetközi InterCity | Budapest-Keleti – Budapest-Kelenföld – Tatabánya – Tata – Komárom – Győr – Csorna – Répcelak – Szombathely – Szombathely-Szőlős – Ják-Balogunyom – Egyházasrádóc – Körmend – Horvátnádalja – Csákánydoroszló – Rátót – Alsórönök – Haris – Szentgotthárd – Jennersdorf (Gyanafalva) – Fehring – (Feldbach →) Gleisdorf – Graz Ostbahnhof (← Graz Don Bosco) – Graz Hauptbahnhof (← Puntigam) – Leibnitz – Spielfeld-Straß – Maribor – Pragersko – Celje – Laško – Zidani Most – Trbovlje – Ljubljana                                                                        | Napi 1 pár                                       |